# Les Nains de Martelfer
 (octobre 2010).
Si vous disposez d'ouvrages ou d'articles de référence ou si vous connaissez des sites web de qualité traitant du thème abordé ici, merci de compléter l'article en donnant les références utiles à sa vérifiabilité et en les liant à la section « Notes et références ».

Les Nains de Martelfer est une série de bande dessinée d'heroic fantasy du style franco-belge.
Les scénarios de la série sont écrits par Éric Le Berre et Loïc Le Berre. Les dessins sont d'Éric Le Berre et les couleurs ont été réalisées par Simon Champelovier pour le premier tome et par  Caroline Houdelot pour le deuxième tome

## Les personnages
- Gromeul : C'est un nain magicien, l'un des rares nains à faire de la magie, il puise sa magie des cristaux qu'il orne sur son bâton. D'un naturel calme posé et réfléchi, il est souvent là pour tempérer les situations et donner un avis aiguisé sur les événements.
- Gribo: Nommé « le bleu » dans le tome 1, Gribo est un apprenti trappeur qui n'a qu'une hâte : vivre des aventures. Il est issu d'une famille pauvre, il se doit donc de devenir aventurier pour gagner des richesse afin de s'installer avec son « pépé » dans une maison un peu plus coquette.
- Chaballe : Le nain guerrier par excellence. Il est toujours là pour coller une paire de baffes, raconter des histoires sur les elfes, boire une bière bien fraîche et partir à l'aventure pour cogner sur du troll. Il n'a peur de rien et temps qu'il y a de l'alcool et des bagarres, il sera là pour aider Gribo.
- Vivienne : Elle est serveuse à la taverne du dragon misérable (repère des aventuriers aguerris de martelfer). Elle fait vibrer le cœur de Gribo pour sa beauté et celui de Chaballe pour sa « tinine ».

## Albums
1. Le Bouclier d'Izulfer, Clair de lune, 2009
2. Le Baron noir, Clair de lune, 2011

## Le roman:La Bataille du Menrir
Le roman est sorti en 2011.